# Gorman (Texas)
Gorman es una ciudad ubicada en el condado de Eastland en el estado estadounidense de Texas. En el Censo de 2010 tenía una población de 1.083 habitantes y una densidad poblacional de 254,5 personas por km².

## Geografía
Gorman se encuentra ubicada en las coordenadas 32°12′49″N 98°40′20″O / 32.21361, -98.67222. Según la Oficina del Censo de los Estados Unidos, Gorman tiene una superficie total de 4.26 km², de la cual 4.26 km² corresponden a tierra firme y (0%) 0 km² es agua.

## Demografía
Según el censo de 2010, había 1.083 personas residiendo en Gorman. La densidad de población era de 254,5 hab./km². De los 1.083 habitantes, Gorman estaba compuesto por el 81.07% blancos, el 0.09% eran afroamericanos, el 0.09% eran amerindios, el 0.28% eran asiáticos, el 0% eran isleños del Pacífico, el 15.7% eran de otras razas y el 2.77% pertenecían a dos o más razas. Del total de la población el 33.98% eran hispanos o latinos de cualquier raza.